# Quatsinoporites cranhamii
Quatsinoporites é um gênero monotípico extinto de fungo agaricomycet na família Hymenochaetaceae Agaricomycetes. Atualmente contém a única espécie Quatsinoporites cranhamii.

## Descrição
O holótipo de Quatsinoporitos é um fragmento solitário de corpo de frutificação 5,0 milímetros (0,20 pol) por 2,0 milímetros (0,079 pol) e 3,0 milímetros (0,12 pol) de profundidade, que foi desgastado pelo transporte de água antes da preservação em um nódulo calcário. A seção de conk tem uma média de três tubos de 130 a 540 μm de diâmetro por milímetro. O fungo é composto por hifas monomíticas . Devido à natureza desgastada do espécime, os basídios e os basidiósporos são desconhecidos neste momento.  O espécime foi estudado cortando o nódulo calcário em fatias com uma serra de pedra e usando a técnica de peeling de acetato de celulose para criar lâminas que foram examinadas em microscópio estéreo.
Os quatsinoporitos são colocados em Hymenochaetaceae com base na estrutura do himenóforo poroide, na presença de cerdas e no sistema de hifas monomíticas sem conexões de grampo. Esta colocação é provisória devido aos caracteres limitados disponíveis no fóssil e à falta de recursos diagnósticos, como os basidiósporos.